# Kärlek är för dom
Kärlek är för dom er Thåströms sjette soloalbum. Albummet, der er produceret af Joakim Thåström og Ulf Ivarsson, blev udgivet den 13. marts 2009. 
Albummet opnåede en førsteplads på svenske albumhitliste den 20. marts 2009. Joakim Thåström modtog for albummet den svenske musikpris Grammis i kategorien "Årets tekstforfatter" og albummet modtog prisen som "Årets album".
Der blev udgivet to singler fra albummet: titelnummeret "Kärlek är för dom" og "Långtbort".

## Trackliste
1. "Kort biografi med litet testamente" - 5:07
2. "Långtbort" - 4:34
3. "Tillbaks till Trehörnsgatan" - 2:53
4. "Som tåg av längtan" - 3:29
5. "Den druckne matrosens sång" - 4:14
6. "Axel Landquist Park" - 4:37
7. "Kärlek är för dom" - 3:23
8. "Över sundet" - 4:44
9. "Linnéa" - 5:34
10. "Men bara om min älskade väntar" - 4:13 (Bob Dylan)

Musik og tekst af Joakim Thåström, bortset fra nr. 10, "Men bara om min älskade väntar", skrevet af Bob Dylan ("Tomorrow Is a Long Time") med svensk oversættelse af teksten skrevet af Nationalteatern.

## Medvirkende musikere
- Niklas Hellberg
- Anders Hernestam
- Christian Gabel
- Conny Nimmersjö
- Pelle Ossler
- Anna Ternheim, vokal på "Kärlek är för dom"
- Mikael Nilzen
- Ulf Ivarsson
- Per Hägglund

## Eksterne links
- Omtale på discogs